# Словарь эмоций

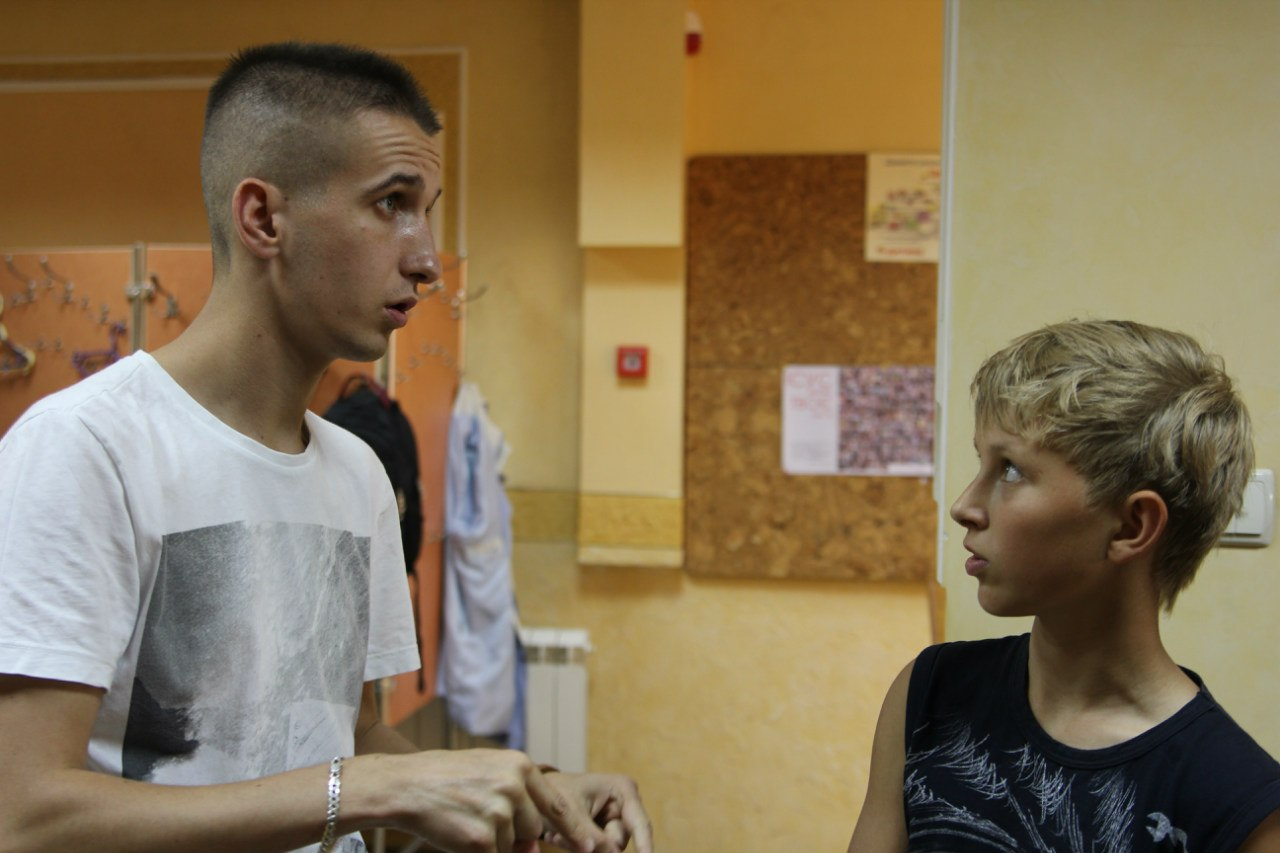
Недоумение.

Словарь эмоций — это систематизированное собрание слов-названий эмоций (эмотивов), сопровождающихся словарными статьями, раскрывающих семантическое, психологическое и символическое значение каждого понятия, организованное по частотному принципу.

## Описание
В настоящее время «Словарь эмоций» насчитывает 227 эмотивов. Данный перечень был составлен по материалам словарей синонимов, словарей антонимов, толковых словарей, семантических словарей, естественных словарей носителей языка. Во всех перечисленных словарях названия эмоций и чувств представлены не в полном объёме, либо в качестве эмотивов указываются понятия, связанные с другими категориями психического. Например, «наглость», «искренность» с точки зрения современной психологии относятся к характеристикам поведения человека, обозначают личностные черты, проявления которых, безусловно, вызывают эмоциональную реакцию окружающих, но непосредственно эмоцией или чувством не являются.
Нередко вместо слов, называющих эмоции, могут употребляться слова, обозначающие различные формы выражения того или иного переживания: «смех», «плач», «крик» и так далее. Эти понятия не входят в «Словарь эмоций», так как его задача — познакомить пользователя с такими словами, которые не только содержат сему эмотивности, но и являются непосредственными знаками субъективных переживаний личности. Любое проявление эмоций и чувств — мимическое, вокальное, символическое, зафиксированное в языке — входит в расширенный эмоциональный тезаурус. Однако, задача «Словаря эмоций» состоит в том, чтобы представить корпус лексических единиц, несущих в себе базовое значение той или иной эмоции как категории сознания.
Знакомясь со «Словарем эмоций», человек открывает для себя многообразие мира чувств, разнообразные возможности выражения субъективных переживаний, которые заложены в самом языке, раздвигает границы личного эмоционального пространства, обогащая свой индивидуальный тезаурус общеязыковыми средствами осознавания и фиксации опыта.
Индивидуальные словари эмоций существенно различаются у лиц разного пола, возраста, занятых в различных профессиональных сферах. Расширение индивидуального словаря эмоций способствует повышению эмоциональной компетентности, эмоционального интеллекта, успешности в общении.